# Chouday
Chouday là một xã ở tỉnh Indre khu vực trung bộ Pháp. Xã này có diện tích 30 km², dân số thời điểm năm 1999 là 153 người. Khu vực này có độ cao trung bình 161 mét trên mực nước biển.